# Caloporus
Caloporus is een geslacht van schimmels behorend tot de familie Rhodoniaceae. 

## Soorten
Volgens index Fungorum  telt het geslacht drie soorten (peildatum april 2021):
| Soortnaam             | Auteur(s)         | Publicatiejaar |
| --------------------- | ----------------- | -------------- |
| Caloporus scobinaceus | (A. Cumino) Quél. | 1886           |
| Caloporus viscosus    | (Pers.) Quél.     | 1886           |
| Caloporus xoilopus    | (Rostk.) Pilát    | 1931           |